# 24 Timer (sæson 5)
Den femte sæson, også kendt som Dag 5 af tv-serien 24 Timer blev sendt første gang 15. januar 2006 på amerikansk tv, hvor den sidste episode blev sendt 22. maj 2006. I Danmark sendte TV 2 første episode 8. august 2006 og sæsoner sendes i øjeblikket stadig på TV 2.
Den femte sæsons handling begyndte og sluttede klokken 7:00 om morgenen. Det er samme tidslinie som den forrige sæson.

## Generelt resumé
Dag 5 (2006) finder sted 18 måneder efter Dag 4, og finder højst sandsynligt sted i september 2009. 
Efter begivenhederne i den fjerde sæson arbejder Jack Bauer nu som arbejder på et olieraffinaderi under navnet Frank Flynn. Jack lejer et rum nord for Los Angeles fra Diane Huxley, en enlig mor, og hendes 15 år gamle søn Derek.
Dag 5 skal være en storslået dag i Logans præsidentperiode. Han skal efter planen underskrive en anti-terrorisme alliance traktat med den russiske præsident Jurij Suvarov. Dette menes at være motivet bag de fleste af dagens begivenheder, da de russiske terrorister (sandsynligvis tjetjenske selvom dette aldrig bliver endeligt fastslået), ledet af Vladimir Bierko, som står bag dagens angreb, mener at traktaten vil øge deres folks lidelser yderligere.
Senere bliver det afsløret at dagens begivenheder er en del af en stor regeringskonspiration. Præsident Charles Logan, stabschef Walt Cummings, tidligere leder af CTU Christopher Henderson og en gruppe mystiske mænd, men en mand kaldet Graham i spidsen, er alle involverede. Deres oprindelige plan var at slippe nervegas ud hos de russiske terrorister og bruge det som en undskyldning for at påberåbe sig de militære fordele ved den traktat som blev underskrevet tidligere på dagen, hvilket ville tillade Logan at sikre sine olieinteresser i det centrale Asien. Eks-præsident David Palmer finder ud af dette og prøver at stoppe dem, så han bliver dræbt og Jack Bauer bliver beskyldt for at have begået mordet, hvilket sætter gang i dagens begivenheder.

## Sæsonens handlinger
Meget lig de tidligere sæsoner kan sæsonen inddeles i flere handlinger:
- Episode 1-2: Jack Bauer beskyldes for mordene på den tidligere amerikanske præsident David Palmer og eks-CTU agenten Michelle Dessler, samt det forsøgte mord på hendes mand og tidligere kollega, eks-CTU agenten Tony Almeida.
- Episode 3-4: Terrorister bruger ovenstående situation som afledningsmanøvre til at tage 40 mennesker som gidsler i Ontario International Airport i Californien.
- Episode 5-15: Terrorister, ledet af Vladimir Bierko, bruger ovenstående situation som afledning til at stjæle 20 beholdere med Sentox VX1 nervegas. Gassen bliver anvendt på følgende steder:
  - Sunrise Hills Shopping Mall (delvist vellykket – dræbte 11)
  - Tyler Memorial Hospital (mislykket – hovedsageligt takket være Curtis Manning)
  - CTU (for størstedelen vellykket – dræbte 56, deriblandt Edgar Stiles)
  - Wilshire Gas Co. (mislykket – 16 af de 17 resterende beholdere blev brugt her, Bierko blev fanget)
- Episode 16-21: I en tro på at al nervegassen blev destrueret på gasfabrikken, prøver Jack nu at få de skyldige for en domstol. Med hjælp fra Wayne Palmer (David Palmers bror) og Evelyn Martin (præsidentfruens assistent ), finder Jack ud af at præsident Charles Logan er ansvarlig for angrebene. Ukendt for alle andre, er der dog en hemmelig gruppe af mænd, med en mand kaldet Graham i spidsen, som overvåger og påvirker præsidentens handlinger. Jack finder endelig en lydoptagelse som implicerer Logan, men denne bliver dog senere ødelagt af Miles Papazian mens den opbevares hos CTU.
- Episode 22-23: Bierko undslipper fra CTU's varetægt og bruger sin sidste beholder med nervegas til at overtage en russisk ubåd og dens 12 missiler , hvoraf hver enkelt er i stand til at udradere omtrent syv huskarréer.  Efter at have lavet en aftale med Christopher Henderson, forhindrer Jack og Henderson i fællesskab ubådens angreb, og dræber Bierko og hans mænd.  I et endeligt opgør dræber Jack også Henderson.
- Episode 23-24: Jack  udtænker sammen med Chloe en plan til at implicere præsident Logan. Jack kidnapper præsident Logan og lader til at forsøge at tvinge en tilståelse ud af ham. Jack fejler, men ingen andre end præsdentfruen, Mike Novick, Jack og Chloe ved, at dette blot er en afledning for at placere en mikrofon på præsidenten. Præsidentfruen får Logan til at tale over sig overfor hende og dermed afsløre alt hvad der var sket i løbet af dagen mens Chloe optager det. Efter at have afspillet optagelsen for justitsministeren, anholder Secret Service Logan.
- Endelig twist: Jack bliver fanget af kineserne, som har opdaget at han stadig er i live. De vil stadig have fat i ham på grund af mordet på den kinesiske konsul, som blev dræbt i Sæson 4, og sandsynligvis også for at kunne få militærhemmeligheder og information om den amerikanske regering ud af ham. Sæsonen slutter med at Jack bliver transporteret væk om bord på et kinesisk fragtskib, som lader til at være på vej til Shanghai.

## Sidehandlinger
- De fire mennesker som vidste at Jack ikke var død, bliver alle forsøgt dræbt.  David Palmer og Michelle Dessler bliver dræbt. Tony Almeida blev dræbt senere på dagen. Chloe blev angrebet, men reddet af Jack.
- Jack møder folk som troede at han var død, deriblandt hans datter Kim og tidligere kæreste Audrey Raines.
- Jack bliver to gange beskyldt for mordet på David Palmer.
- Terrorister tager gidsler på Ontario Airport for at dække over at en anden celle stjæler nervegas.
- Terroristerne, anført af Vladimir Bierko, forsøger at dræbe den russiske præsident og hans kone.
- CTU forsøger at forhindre Bierko i at slippe nervegassen løs.
- Logans stabschef, Walt Cummings, afsløres i at være indblandet i konspirationen som dræbte Palmer og gav nervegassen til terroristerne. Han findes snart efter død, tilsyneladende selvmord. Senere i sæsonen indrømmer Christopher Henderson at han anbefalede at Cummings skulle dræbes og at det skulle ligne et selvmord.
- En magtkonflikt mellem den nye leder af CTU, Lynn McGill, og Bill Buchanan.
- McGills arrogance bliver hans undergang og fører til at han mister sit job og senere sit liv.
- Chloe skal klare sig efter Edgar Stiles' død.  Derudover viser det sig at den mand hun var i seng med tidligere på dagen, var spion.
- Jacks forsøg på at gøre det godt igen overfor sin datter Kim mislykkes; hun har brug for tid før hun kan acceptere ham tilbage i sit liv.
- Tony Almeida bliver myrdet af den mand som er ansvarlig for hans kones død, Christopher Henderson.
- Præsident Logan underskriver en traktat med Rusland, som lader til at være motivet bag dagens begivenheder.
- Den tilsyneladende inkompetente præsident Logan afsløres som hovedmanden bag dagens begivenheder.
- Chloe, og senere Audrey går imod deres overordnede for at hjælpe Jack, hvilket fører til at embedsmænd fra Department of Homeland Security forsøger at bruge Audrey til deres fordel.
- Homeland Security deles internt da Karen Hayes begynder at arbejde mod sin assistent Miles Papazian for at hjælpe Jack.
- Vicepræsidenten overbeviser præsidenten om at erklære militær undtagelsestilstand i Los Angeles uden godkendelse fra Kongressen.
- Aaron Pierce forsvinder mystisk kort før han skulle til at afsløre Logans rolle til præsidentfruen.
- En ukendt gruppe, med en mand ved navn Graham i spidsen, afsløres i at kontrollere Logans handlinger.
- Præsidentfruen finder ud af at Logan er ansvarlig for Palmers død og bliver dybt fortvivlet.
- Audrey prøver at komme sig over hendes fars, forsvarsminister James Hellers, tilsyneladende død – Heller bliver dog senere fundet i live og indlagt på hospitalet.
- Logan udnytter al sin magt på at prøve at forhindre Jack i at frigive beviserne.
- Logan forbereder sit eget selvmord, men en uventet kilde, Miles Papazian, kommer ham til hjælp.
- Vladimir Bierko undslipper mens han bliver transporteret fra CTU til en lokal regeringsfacilitet.
- CTU må acceptere hjælp fra Christopher Henderson for at finde ud af Bierkos næste plan.
- Bierko forsøger at slipper et endnu mere dødeligt våben løs, en russisk ubåd med sprænghoveder.
- Kineserne, som husker invasionen af deres konsulat og drabet på den kinesiske konsul, kidnapper og torturerer Jack Bauer ved slutningen af sæsonen, hvilket efterlader en gyser til den næste sæson.

## Medvirkende
Dette er en liste over de centrale roller i Sæson 5. Se Liste over personer i 24 Timer for en mere grundig liste.
- Kiefer Sutherland som Jack Bauer (Sæson 1-8)
- Kim Raver som Audrey Raines (Sæson 4-6)
- Mary Lynn Rajskub som Chloe O'Brian (Sæson 3-8)
- Carlos Bernard som Tony Almeida (Sæson 1-5, 7)
- Gregory Itzin som præsident Charles Logan (Sæson 4-6, 8)
- James Morrison som Bill Buchanan (Sæson 4-7)
- Roger Cross som Curtis Manning (Sæson 4-6)
- Louis Lombardi som Edgar Stiles (Sæson 4-5)
- Jean Smart som Martha Logan (Sæson 5-6)
- Jude Ciccolella som stabschef Mike Novick (Sæson 1-2 og 4-5)
- Glenn Morshower som agent Aaron Pierce (sæson 1-8)
- DB Woodside som Wayne Palmer (Sæson 3, 5-6)
- Connie Britton som Diane Huxley (Sæson 5)
- Sean Astin som Lynn McGill (Sæson 5)
- Jayne Atkinson som Karen Hayes (Sæson 5-6)
- Stephen Spinella som Miles Papazian (Sæson 5)
- Ray Wise som vicepræsident Hal Gardner (Sæson 5)
- John Allen Nelson som stabschef Walt Cummings (Sæson 4-5)
- Geraint Wyn Davies som James Nathanson (Sæson 5)
- Julian Sands som Vladimir Bierko (Sæson 5)
- Peter Weller som Christopher Henderson (Sæson 5)
- Paul McCrane som Graham Bauer (Sæson 5-6)
- Reiko Aylesworth som Michelle Dessler (Sæson 2-5)
- Dennis Haysbert som præsident David Palmer (Sæson 1-5)
- William Devane som forsvarsminister James Heller (Sæson 4-6)
- Elisha Cuthbert som Kim Bauer (Sæson 1-3, 5, 7-8)

## Trivia
- Da Logan holder sin tale om at han har erklæret landet i undtagelsestilstand, viser bundlinjen andre begivenheder der sker samtidig: En tyfon hærger det østlige Asien, IOC har godkendt sikkerhedsplanerne til De Olympiske Lege 2012 i London og en politiske konference er blevet udsat to dage af sikkerhedsmæssige grunde.
- Efter angrebet på CTU har alt uniformeret personale, med undtagelse af dem der står i indgangen, hvide uniformer med forsvarsdepartementets logo på dem, siden alle andre blev dræbt ved angrebet.
- Denne sæson har det højeste antal dræbte blandt velkendte figurer i serien, hvor flere af seriens mere prominente personer bliver dræbt. Sæson tre har fortsat det overordnet største antal dræbte, mens 24: The Game har det højeste antal dræbte terrorister.
- Det uofficielle antal dræbte i denne sæson er 192.
- Although sæsonen varer 24 timer og ingen (bortset fra Martha Logan og Chloe O'Brian) har tid til at skifte tøj, ændrer alles smykker sig hver time, med undtagelse af Chloe's halskæde.
- Reklamer viser Kiefer Sutherland spillende en Secret Service agent i en ny film, The Sentinel.
- Jack er endnu engang indblandet i diplomatiske hændelser.
  - Jack overtaler en tysk efterretningsagent til at opgive den kvinde han de sidste 6 måneder har arbejdet undercover med (Collette Stenger) for at få NSA's liste over alle terrorister som opererer i det vestlige Europa. Jack programmerer computerchippen med informationen til at eksplodere når agenten forsøger at uploade informationen til den tyske efterretningstjeneste.
  - Jack kaprer et diplomatflymed diplomater fra Storbritannien, Frankrig, Tyskland og Rusland om bord. Han tvinger flyet til at lande på en motorvej hvor det næsten knuses efter at have fået at vide at præsident Logan har givet ordre til at flyet skal nedskydes.
  - Jack kidnappes af Kina i sæsonens sidste 11 minutter.
- Flere af skuespillerne i sæsonen havde allerede arbejdet sammen før
  - Skuespillerne som spiller Christopher Henderson (Peter Weller), Hal Gardner (Ray Wise) og Graham (Paul McCrane) medvirkede alle i filmen RoboCop fra 1987.
  - Skuespillerne som spiller Christopher Henderson (Peter Weller) og Vladimir Bierko (Julian Sands) medvirkede også sammen i filmen Naked Lunch fra 1991.
- Skuespillerinderne som spiller Chloe O'Brian (Mary Lynn Rajskub) og Martha Logan (Jean Smart) spillede begge med i filmen Sweet Home Alabama fra 2002.
- Reiko Aylesworth (Michelle Dessler) og Dennis Haysbert (David Palmer) havde begge kun skrevet kontrakt på at medvirke i første episode af Sæson 5. Denne information blev lækket via Internettet, og mange fans kunne dermed drage konklusioner om deres skæbne lang tid før sæsonen overhovedet blev sendt.
- I løbet at sæsonens slutning ser Mike Novick FOX News Channel's begravelsesudsendelse på sin Sprint telefon. Da dette kun har været muligt siden starten af 2006, er det tydeligt at de sidste par episoder blev optaget mens sæsonen kørte.
- Jack bruger fire forskellige mobiltelefoner i løbet af de første seks timer.
- Sæson 5 modtog flere Emmy nomineringer and nogen anden tv-serie. Den blev nomineret i fem kategorier, deriblandt bedste dramaserie, bedste skuespiller (Kiefer Sutherland), bedste mandlige birolle (Gregory Itzin) og bedste kvindelige birolle (Jean Smart).
- Collette Stenger (kvinden som var undercover med den tyske agent) kører en Lexus SC430, ligesom flere andre skurke i tidligere sæsoner af 24 Timer. Kalil i Sæson 4 kører i en Lexus GS430.

## Emmy nomineringer
24 Timer Sæson 5 blev nomineret i 12 kategorier – og blev dermed den mest nominerede serie nogensinde. Nomineringerne var: